# Тембіза
Тембі́за (також Тембіса, англ. Thembisa, раніше англ. Tembisa) — велике містечко, розташоване на північ від Кемптон-Парку на Іст-Ренді, провінція Гаутенг, Південна Африка. Було засноване у 1957 році, коли чорношкірих людей переселили з Александри та інших районів в Еденвейл, Кемптон-Парк, Мідранд і Джермістон.

## Історія
Містечко було утворене 1957 року під управлінням міської ради Джермістона, яка наглядала за примусовим переселенням темношкірих людей з місць, які вважалися «білими», таких як Діндела, Тіккілайн, Феліндаба та Моддерфонтейн, які охоплювали Еденвейл, Моддерфонтейн і Кемптон-Парк. Це другий за величиною населений пункт в Гаутенгу після Йоганнесбурга та Преторії.
У 1977 році уряд утворив громадські ради, а в 1982 році підвищив їхній статус до міських рад відповідно до Закону про місцеве самоврядування чорношкірих. Уряд наділив ці ради обмеженими повноваженнями, але не надав фінансування. Тому, щоб отримати надходження на розвиток селищ, ради підвищили орендну плату та плату за послуги. Це змусило мешканців у різних містечках, включаючи Тембісу, створити громадські структури, щоб протистояти підвищенню орендної плати та плати за послуги.
26 липня 2016 року цим районом пройшовся торнадо. Він почався в Кемптон-парку та перемістився до Тембізи, спричинивши тут найбільше руйнувань. Близько 20 осіб отримали серйозні поранення і понад 400 залишилися без майна. Серед найбільш помітних визначних пам'яток, які були пошкоджені, — торговий центр «Phumulani», де дах обвалився після того, як через нього пройшов торнадо.

## Транспорт

### Дороги
Тембіса з'єднана з Преторією на півночі та Кемптон-парком на півдні двома головними дорогами, а саме міською дорогою M57 і автомагістраллю R21. Шосе R21 і M57 обходять Тембізу на сході.
Північна частина Тембіси з'єднана з Мідрандом на заході маршрутом R562 (дорога Вінні Мадікізела-Мандела). R562 утворює кордон між Тембісою та Оліфантсфонтейном (Клейвіль).
Основним маршрутом через центр міста є M18, який складається з двох доріг (Andrew Mapheto Drive та Reverend RTJ Namane Drive). Він з'єднує Тембісу з Оліфантсфонтейном і Центуріоном на півночі та з Хлоркопом (біля Кемптон-Парк Захід) на південному заході.

### Залізниця
Основний маршрут залізниці між Преторією на півночі та Йоганнесбургом через Джермістон на півдні має станцію на сході Тембізи — Оукмур. Трохи на південь від станції Оукмур є залізнична гілка, яка прямує на північний захід до самого містечка. На гілці є станції Тембіса, Ліміндлела та Лералла.

## Відомі люди
- Лерато Чабангу — футболіст
- Паньяза Лесуфі — прем'єр-міністр Гаутенга
- Цієці Махоа — футболіст
- Джордж Малулека — футболіст
- Табо Матлаба — футболіст
- Перл Модіаді — телеведуча, радіодіджей, продюсер
- Розмарі Ндлову — серійна вбивця
- Рефілу Нтсеке — заступник федерального голови Демократичного альянсу (Південна Африка) (DA)
- Джеррі Сіхосана, колишній футболіст, найбільш відомий у ФК «Орландо Пайретс», тренер
- Клод Тшидібі — регбіст
- Мтокозисі Єнде — футболіст
- Леді Замар — співачка, автор пісень
- Темба Зване — футболіст
- Мозес Тайва Молелеква — піаніст
- Аймос — співак, автор пісень

## Галерея

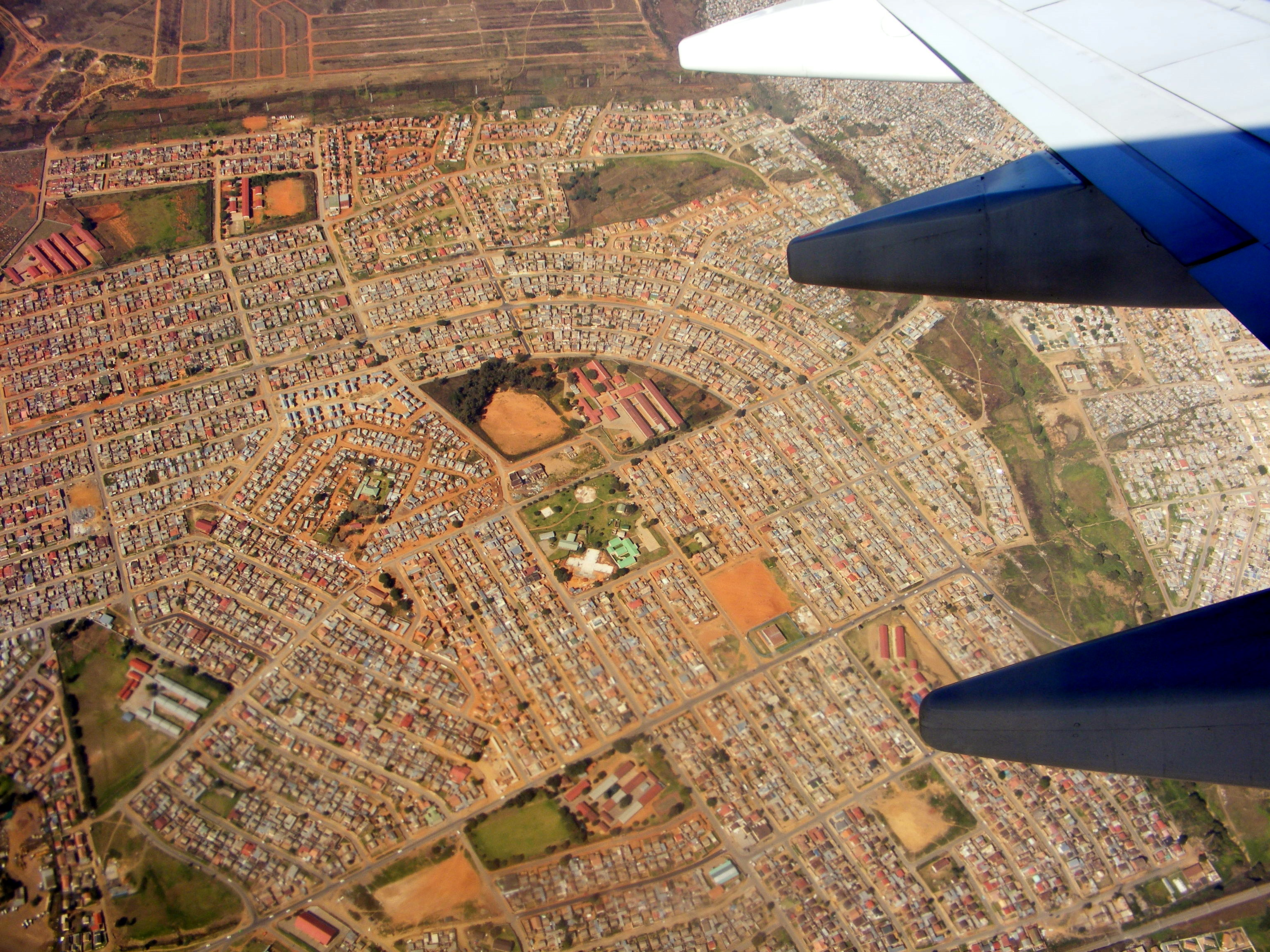
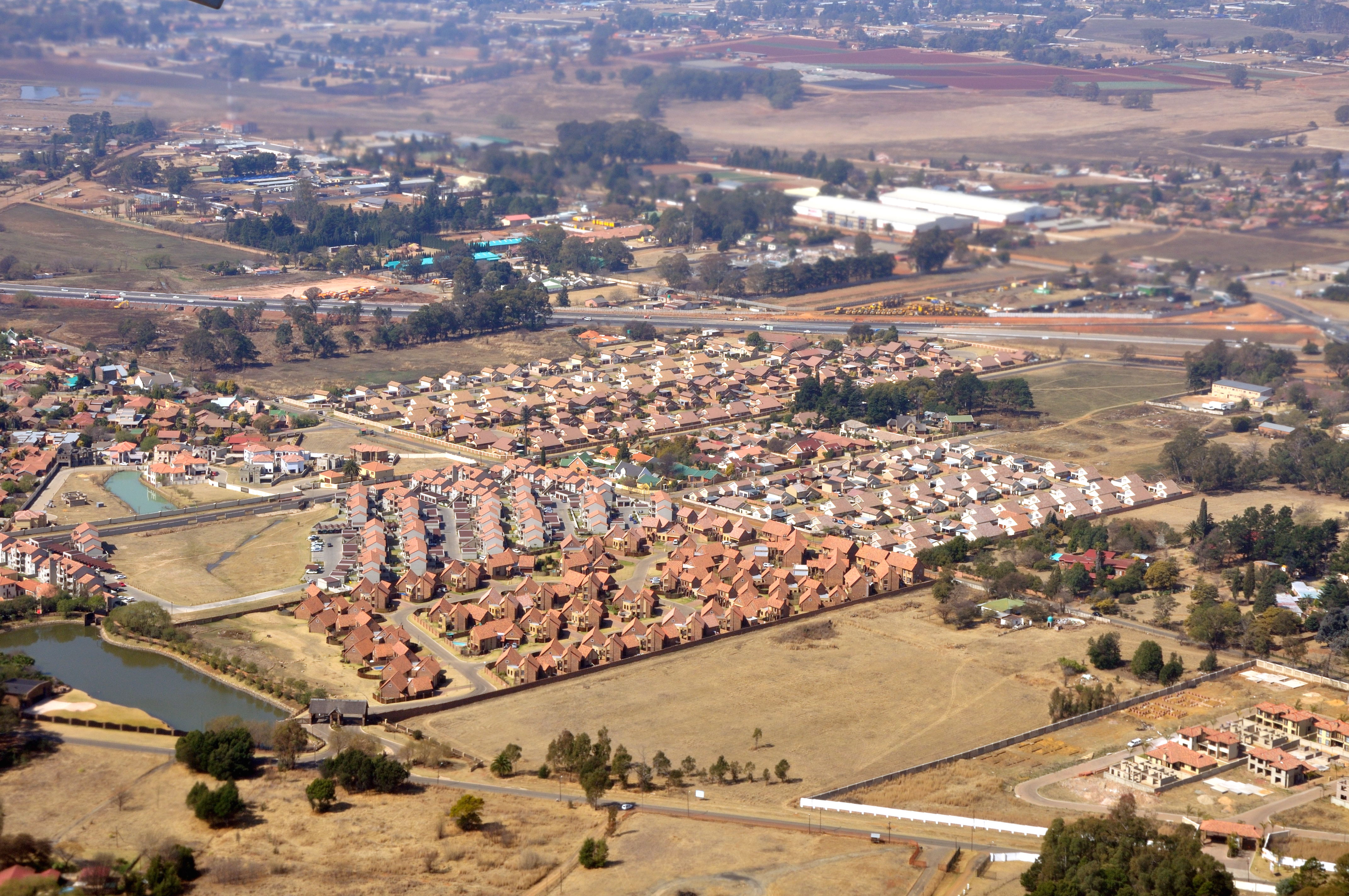
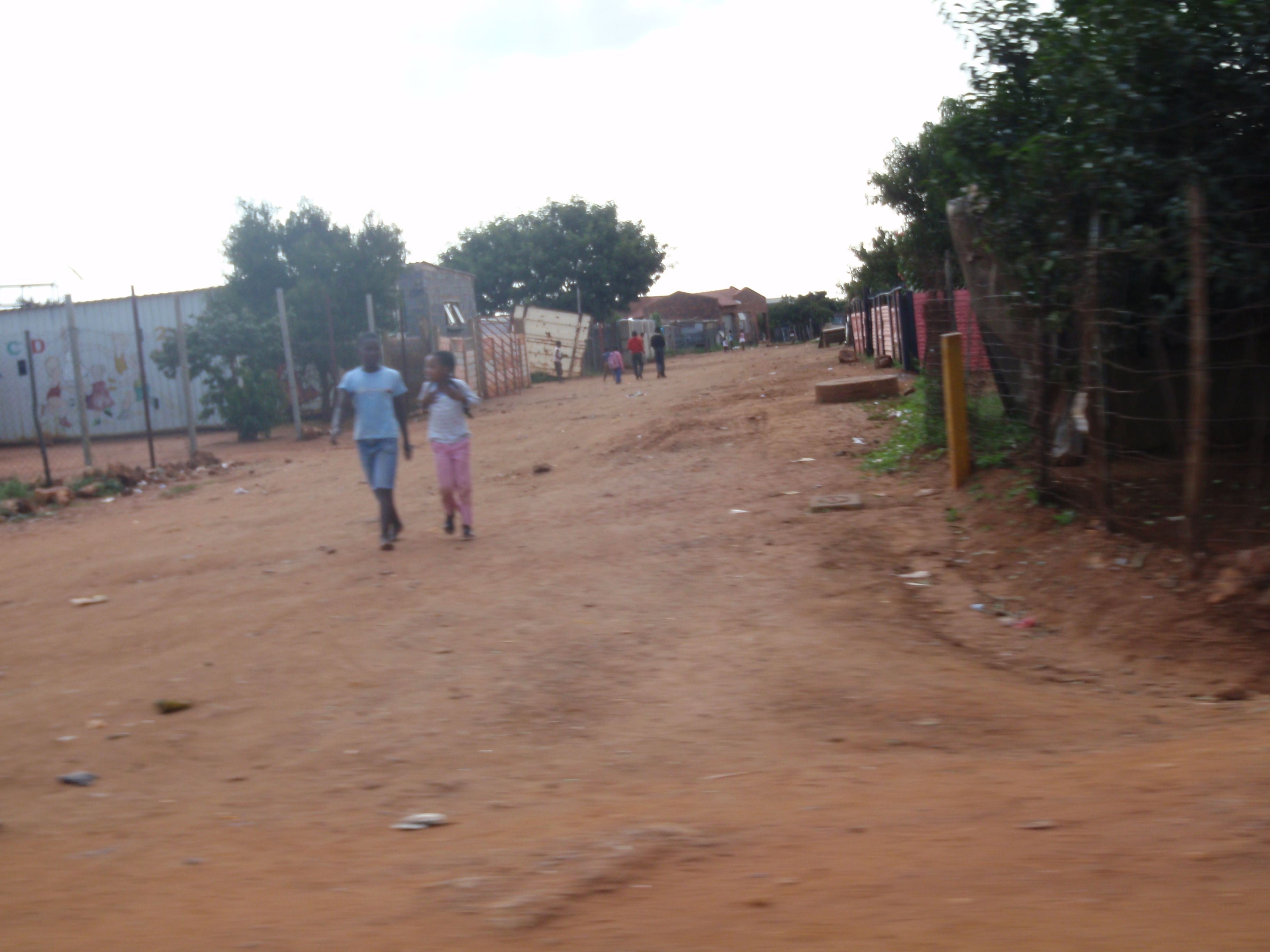
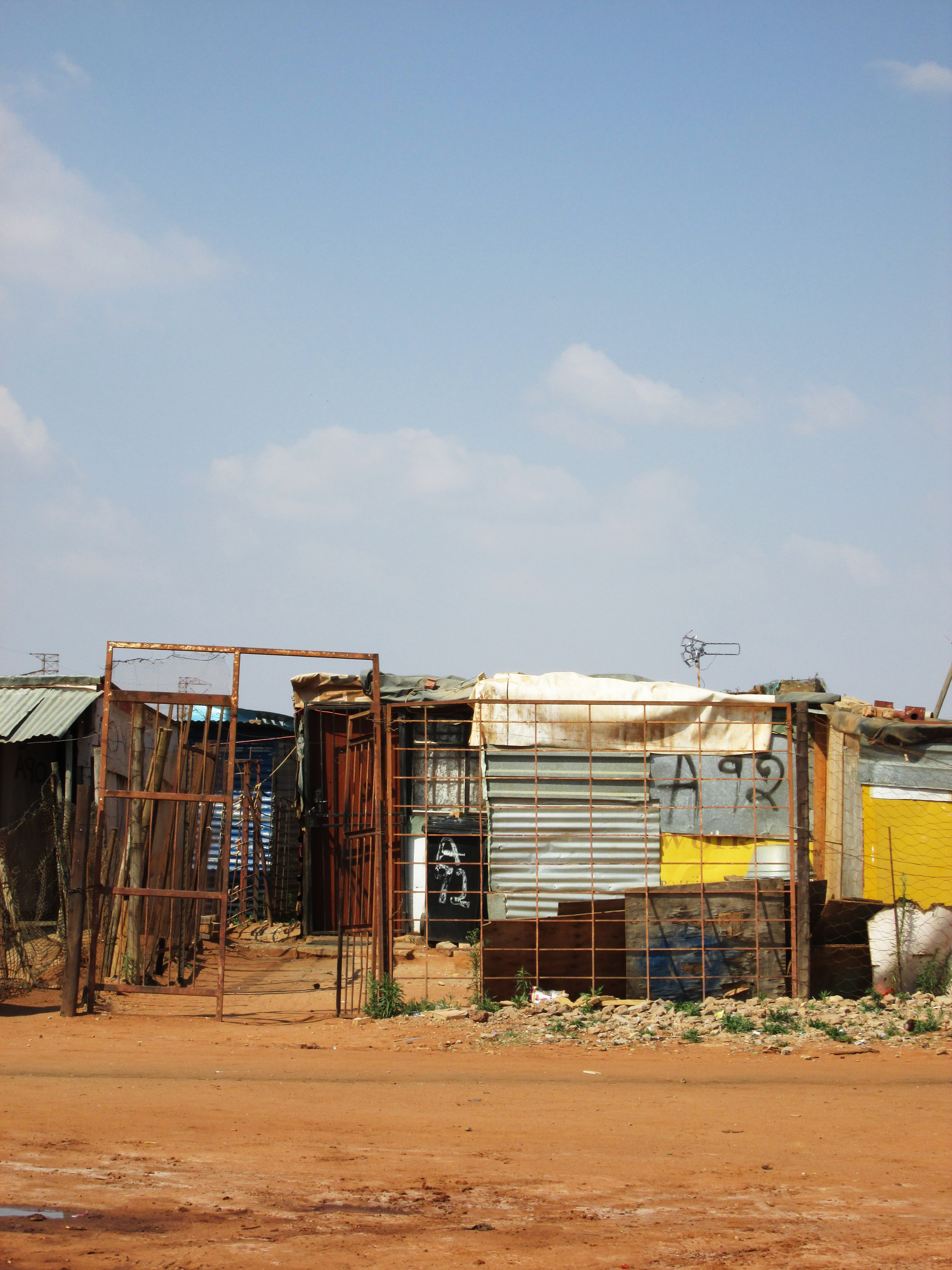